# Mark Eitzel
Mark Eitzel (Walnut Creek, 30 gennaio 1959) è un cantautore statunitense, noto soprattutto per essere stato fondatore e leader degli American Music Club, tra le band-simbolo del genere slowcore, oltre che per la brillante e apprezzata carriera solista.

## Biografia
Ha speso la sua infanzia e giovinezza viaggiando con la sua famiglia al seguito del padre militare.
Formò a Columbus, nell'Ohio, la sua prima band, i Cowboys, con cui pubblicò nel 1980 il singolo Supermarket/Teenage Life. Nell'1981 con la sua seconda band, i The Naked Skinnies, produsse un secondo singolo, All My Life / This Is The Beautiful Night.
Nel 1982 Eitzel fondò la band che lo portò al successo, gli American Music Club, a San Francisco. La band fu attiva per dodici anni, durante quali Eitzel portò avanti anche progetti da solista. Quando nel 1993 la band si sciolse, Eitzel si dedicò solamente alla carriera solista e pubblicò nel 1996 l'album jazz/pop 60 Watt Silver Lining prodotto dalla Warner Brothers. Nel 1997 uscì West, le cui canzoni sono scritte insieme al chitarrista dei R.E.M. Peter Buck, che lo accompagnò anche in tour. Seguì, nel 1998, Caught in a Trap And I Can't Back out 'Cause I Love You Too Much, Baby, album acustico di ballate nel quale venne affiancato da Steve Shelley dei Sonic Youth e dal bassista di Yo La Tengo James McNew.
Nel 2001 Eitzel diede una svolta elettronica alla sua produzione con l'album The Invisible Man. Nel 2002 si diede invece a progetti di cover: Music for Courage and Confidence e The Ugly American, un album che include reinterpretazioni di canzoni degli American Music Club eseguite con una band di musica tradizionale greca.
Nel 2003 gli American Music Club si ricomposero e tornarono in tour negli Stati Uniti e in Europa.
Nel 2005 Eitzel pubblicò un altro album solista, Candy Ass, che prosegue sulla scia del precedente The Invisible Man con sonorità improntate all'elettronica.
Nel 2012 esce invece Don't Be A Stranger, che ottenne ottime critiche da parte della stampa specializzata.
Nel 2017 è la volta di Hey Mr Ferryman, ancora una volta lodato quasi all'unanimità dalla critica.

## Discografia

### Cowboys
- Supermarket / Teenage Life (7") - Tet Offensive Records - 1980

### The Naked Skinnies
- All My Life / This Is The Beautiful Night (7") - Naked House Records - 1981

### American Music Club
- The Restless Stranger (LP) - Grifter Records (1985)
- Engine (LP) - Frontier Records (1987)
- California (LP) Frontier Records (1988)
- United Kingdom (LP) - Demon Records (1989)
- Everclear (CD) - Alias Records (1991)
- Mercury (CD) Reprise Records - (1993)
- San Francisco (CD) Reprise Records - (1994)
- Love Songs for Patriots (CD) Devil In The Woods Records - (2004)
- " The Golden Age" (CD) (2008)

### Toiling Midgets
- Son (CD) Matador Records - 1993

### Da solista
- Mean Mark Eitzel Gets Fat (Cassetta autoprodotta) - 1981
- Songs of Love (CD) - Diablo Records - 1991
- 60 Watt Silver Lining (CD) - Warner Brothers - 1996
- Words and Music (CD) - 1997
- West (CD) - Warner Brothers - 1997
- Caught in a Trap and I Can't Back out 'Cause I Love You Too Much, Baby (CD) - Matador Records - 1998
- The Invisible Man (CD) - Matador Records - 2001
- Music for Courage and Confidence (CD) - New West Records - 2002
- The Ugly American (CD) - Thirsty Ear Recordings - 2002
- Candy Ass (CD) - Cooking Vinyl - 2005
- Don't Be A Stranger (CD) - Merge Records - 2012
- Hey Mr Ferryman (CD) - Decor Records - 2017